# В'язі

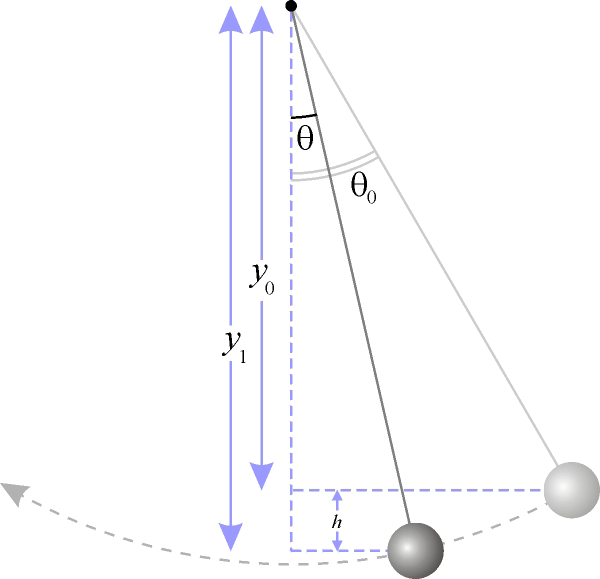
Маятник — приклад тіла з накладеними обмеженнями на рух

Зв'язко́м або в'я́ззю у механіці називається обмеження, яке накладається на рух або положення в просторі тіл (систем тіл).
Механічні в'язі реалізуються за допомогою будь-яких тіл. Прикладами в'язей є: нитка, до якої підвішений тягар; поверхня, по якій котиться куля; шарнірне з'єднання двох деталей тощо. В'язі, що накладають обмеження на положення матеріальних точок системи у просторі, називають геометричними, а в'язі, які, крім цього, обмежують ще й швидкості точок системи, — кінематичними, або диференціальними.
Задачі механіки можна розділити на два види: в одному сили взаємодії між тілами задані, й задача зводиться до розв'язку рівнянь Ньютона при певних початкових умовах, в іншому типі задач сили взаємодії між тілами не відомі, проте задані певні обмеження на їхній рух. Наприклад, при розгляді коливань маятника, сила з якою стрижень діє на тіло маятника, невідома наперед і навіть змінюється із часом, але незмінна довжина стрижня накладає умову на рух тіла.
Теорію механічних систем із зв'язками розвинув Жан д'Аламбер (фр. Jean le Rond d'Alembert).
Зазвичай при розгляді таких систем вводяться сили реакції, тобто сили, які діють на тіла з боку зв'язків.
Нескінченно малі переміщення тіл, які задовольняють рівнянням зв'язків, називаються віртуальними переміщеннями.
Якщо на систему N матеріальних точок накладено s зв'язків, то в ній існує 3N-s незалежних віртуальних переміщень. Це число називається числом ступенів вільності.
Зв'язки називаються ідеальними, якщо робота всіх сил включно із силами інерції на віртуальних переміщеннях дорівнює нулю (див. Принцип д'Аламбера-Лагранжа). Зв'язки є ідеальними зазвичай тоді, коли віртуальні переміщення перпендикулярні до сил реакції. Наприклад, у випадку маятника, сила реакції стрижня направлена вздовж нього, перпендикулярно до траєкторії тіла маятника. При наявності в системі сили тертя ідеальність зв'язків втрачається.